# Amerikaanse presidentsverkiezingen 1792

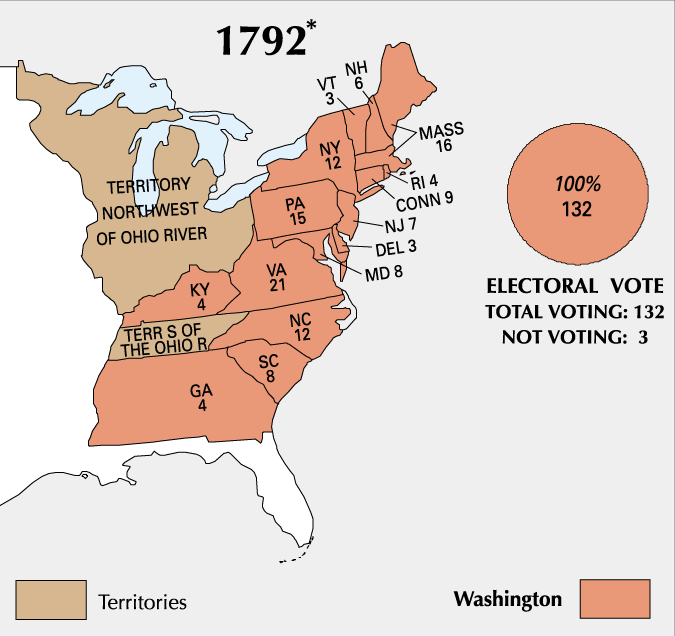
Presidential Verdeling van kiesmannen bij de verkiezingen van 1792.

Bij de Amerikaanse presidentsverkiezingen van 1792 werd de zittende president George Washington, net als in 1789 unaniem, tot president van de Verenigde Staten herkozen.
Bij deze verkiezingen namen de 13 originele staten alsmede de nieuw gevormde staten Kentucky en Vermont deel. Samen waren deze staten goed voor 132 kiesmannen in het kiescollege. Washington kreeg van elke kiesman die een stem uitbracht steun en werd daarmee overwinnaar. Washingtons vicepresident, John Adams, kreeg de steun van 77 kiesmannen en werd daarmee herkozen in zijn ambt.

## De campagne
In de eerste jaren van Washingtons presidentschap begon in de Amerikaanse politiek zich een tweedeling te vormen tussen de Federalisten en de Democratisch-Republikeinse. Washington, die het fenomeen van politieke partijen afkeurde, vertegenwoordigde officieel geen partij maar hij was beleidsmatig het meest verwant met de Federalisten. De Democratisch-Republikeinse kandidaten wisten dat Washingtons populariteit hem de overwinning vrijwel garandeerde en richtten zich op de race voor het vicepresidentschap.

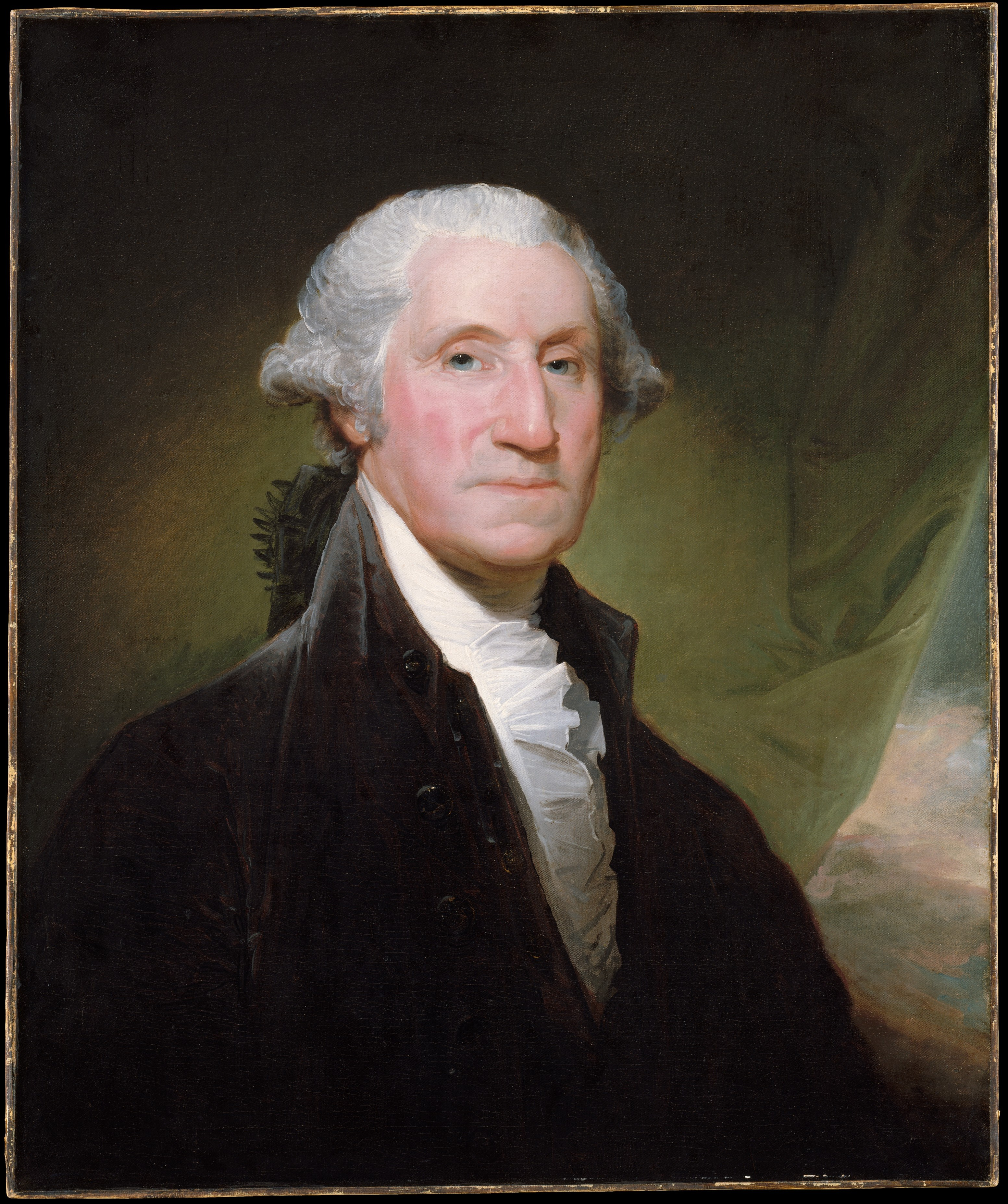
George Washington
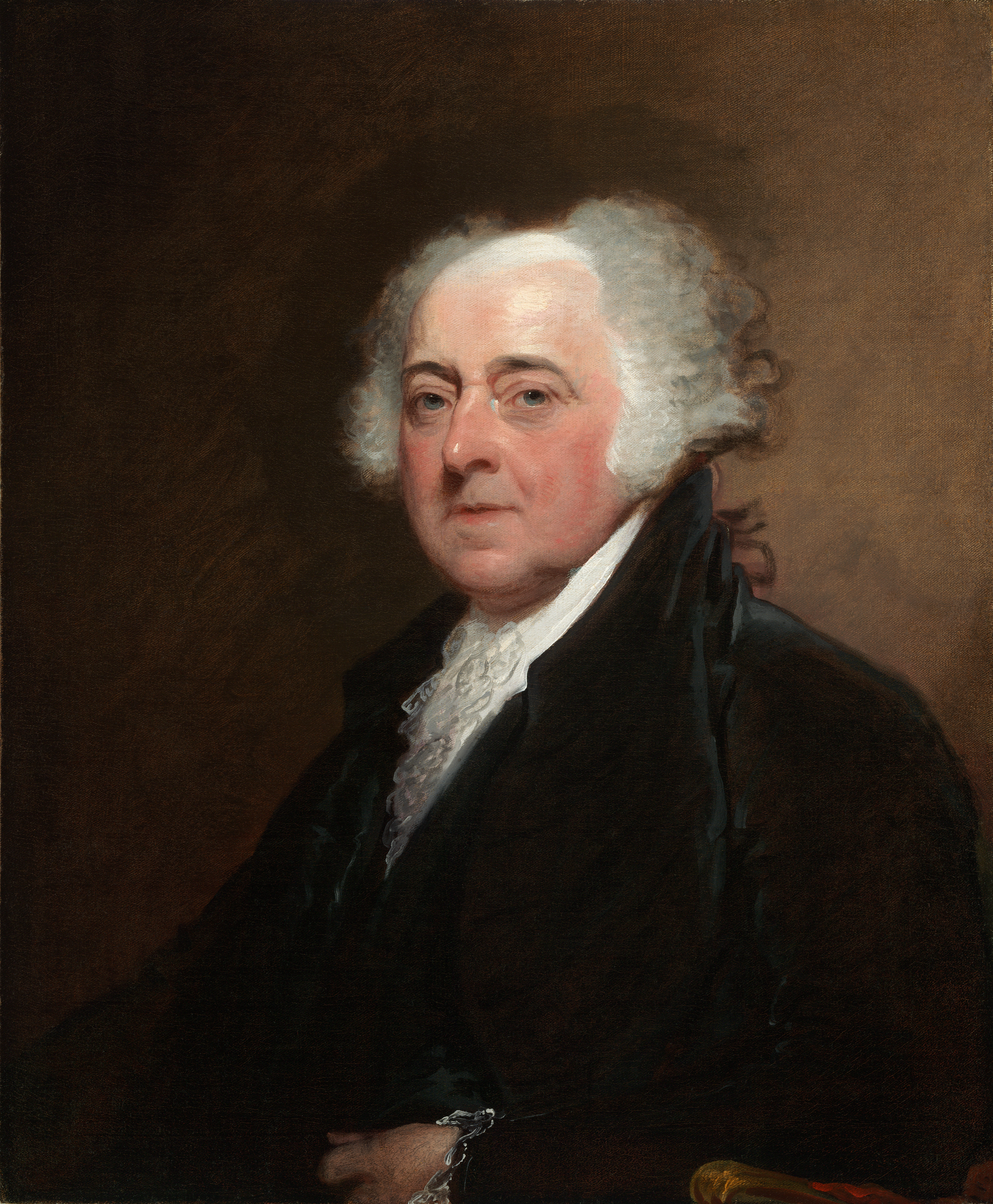
John Adams

## Uitslag
| Kandidaat                 | Partij                            | Kiesmannen | PercentageZie voetnoot |
| ------------------------- | --------------------------------- | ---------- | ---------------------- |
| George Washington         | Partijloos                        | 132        | 97,8%                  |
| John Adams                | Federalistische Partij            | 77         | 57,0%                  |
| George Clinton            | Democratisch-Republikeinse Partij | 50         | 37,0%                  |
| Thomas Jefferson          | Democratisch-Republikeinse Partij | 4          | 3,0%                   |
| Aaron Burr                | Democratisch-Republikeinse Partij | 1          | 0,7%                   |
| Niet uitgebrachte stemmen | -                                 | 6          | 4,4%                   |
| Totaal                    | -                                 | 270        | 200%                   |

Voetnoot: De percentages in deze kolom zijn gebaseerd op de twee stemmen die elke kiesman uitbracht en zijn daardoor bij elkaar opgeteld 200%
| Naam            | George Washington | John Adams (Werd vicepresident) |
| Thuisstaat      | Virginia          | Massachusetts                   |
| Kiesmannen      | 132               | 77                              |
| Gewonnen staten | 15                | —                               |
| Aantal stemmen  | 13,332            | —                               |
| Percentage      | 100%              | —                               |

## Externe links

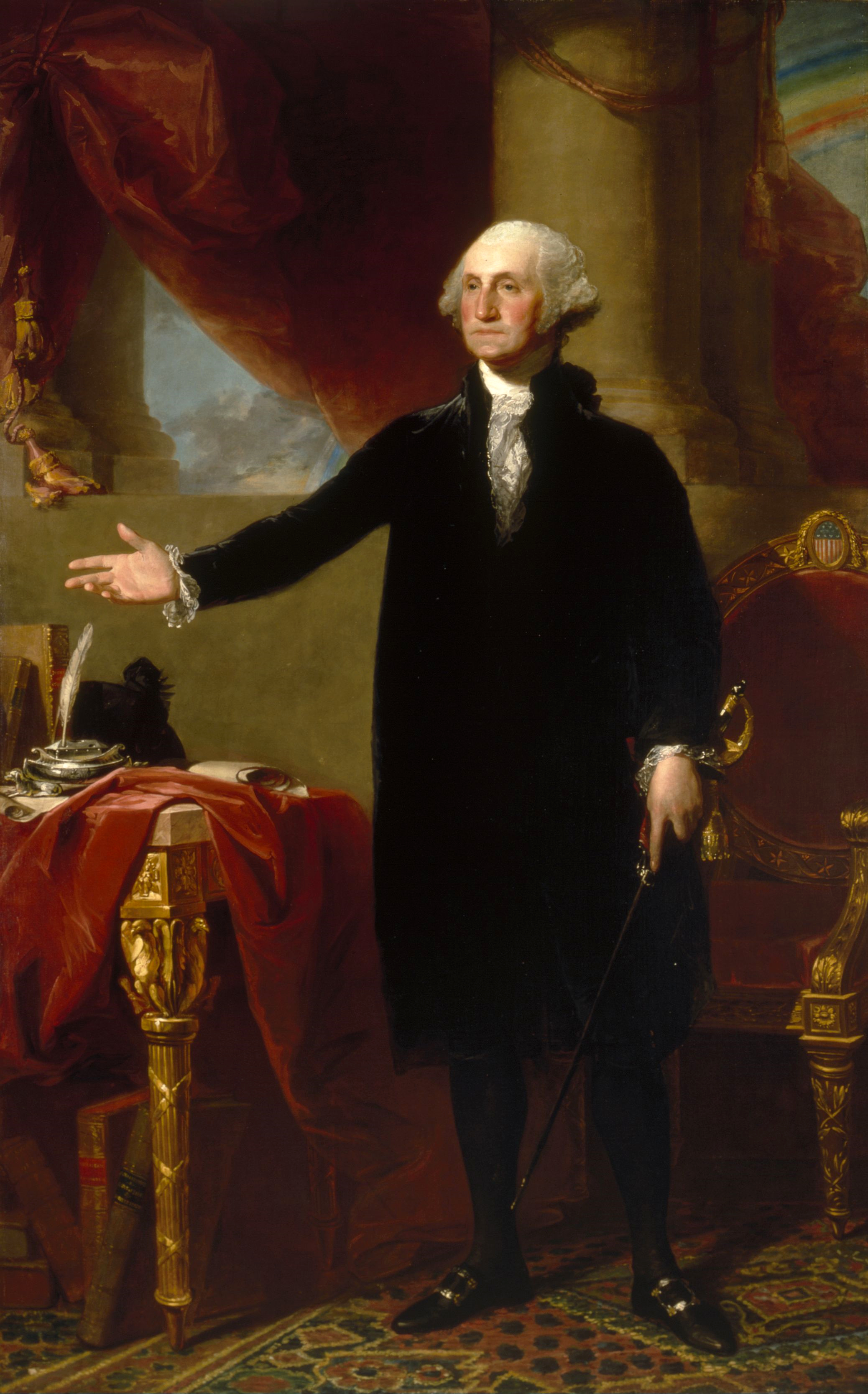
George Washington won in 1792 voor de tweede maal de presidentsverkiezingen